# Vedran Golec
Vedran Golec (30 de junio de 1989) es un deportista croata que compite en taekwondo.
En los Juegos Europeos de Bakú 2015 consiguió una medalla de bronce en la categoría de +80 kg. Ganó una medalla de plata en el Campeonato Europeo de Taekwondo de 2014, en la categoría de +87 kg.

## Palmarés internacional
| Juegos Europeos    | Juegos Europeos   | Juegos Europeos   | Juegos Europeos |
| Año                | Lugar             | Medalla           | Categoría       |
| ------------------ | ----------------- | ----------------- | --------------- |
| 2015               | Bakú (Azerbaiyán) | Medalla de bronce | +80 kg          |
| Campeonato Europeo |                   |                   |                 |
| Año                | Lugar             | Medalla           | Categoría       |
| 2014               | Bakú (Azerbaiyán) | Medalla de plata  | +87 kg          |